# Норберто Мурара Нето
Норберто Мурара Нето (порт. Norberto Murara Neto; 19. јул 1989), познатији као Нето, бразилски је фудбалер који игра на позицији голмана. Тренутно наступа за Арсенал на позајмици из Борнмута.
Био је у саставу Бразила на ОИ 2012. када је освојио сребрну медаљу. За сениорску репрезентацију Бразила дебитовао је 2018. године.

## Трофеји
Јувентус
- Серија А: 2015/16, 2016/17.
- Куп Италије: 2015/16, 2016/17.
- Суперкуп Италије: 2015.

Валенсија
- Куп Шпаније: 2018/19.

Барселона
- Куп Шпаније: 2020/21.

Бразил до 23
- Олимпијске игре: сребро 2012.